# Пиньял-ду-Норте
Пиньял-ду-Норте (порт. Pinhal do Norte)  —  район (фрегезия) в Португалии,  входит в округ Браганса. Является составной частью муниципалитета  Карразеда-де-Ансьянш. По старому административному делению входил в провинцию Траз-уж-Монтиш и Алту-Дору. Входит в экономико-статистический  субрегион Доуру, который входит в Северный регион. Население составляет 315 человек на 2001 год. Занимает площадь 16,96 км².